# U-23サッカーサウジアラビア代表
U-23サッカーサウジアラビア代表は、サウジアラビアサッカー連盟によって構成されるサウジアラビアのサッカーの23歳以下のナショナルチームである。
23歳以下の選手を対象とするオリンピックに出場するためのチームである。そのため、オリンピックの前年にはU-22サッカーサウジアラビア代表、そのさらに前年にはU-21サッカーサウジアラビア代表と呼称が変わる。

## オリンピックの成績
- 1992 - 予選敗退
- 1996 - グループリーグ敗退
- 2000 - 予選敗退
- 2004 - 予選敗退
- 2008 - 予選敗退
- 2012 - 予選敗退
- 2016 - 予選敗退
- 2020 - グループリーグ敗退
- 2024 - 予選敗退

## アジア競技大会の成績
- 2002 - 不参加
- 2006 - 不参加
- 2010 - 不参加
- 2014 - ベスト8
- 2018 - ベスト8
- 2022 - ベスト8

## U-23選手権の成績
- 2013 - 準優勝
- 2016 - グループリーグ敗退
- 2018 - グループリーグ敗退
- 2020 - 準優勝
- 2022 - 優勝
- 2024 - ベスト8